# スコットランドの花
『スコットランドの花』（スコットランドのはな、原題: Flower of Scotland）は、スコットランドの非公式な国歌として、今日、広く認められている歌である。スコットランド代表が出場するラグビーやサッカーの国際試合でしばしば歌われ、日本語ではフラワー・オブ・スコットランドとも呼ばれる。

## 背景
スコットランドのフォークグループ、ザ・コリーズのロイ・ウィリアムソンによって『スコットランドの花』は作られた。グループのメンバーだったロニー・ブラウン（Ronnie Browne）の回想によれば、ウィリアムソンは1960年代中頃にこれを制作、1967年にBBCの番組内で演奏、発表した。
その歌詞（詳しくは英語版 Flower of Scotland を参照）は、1314年のバノックバーンの戦いを題材にしている。この戦いでロバート1世率いるスコットランド軍は劣勢にもかかわらずエドワード2世率いるイングランド軍に勝利し、イングランドからの独立を勝ち取った（参照 スコットランド独立戦争）。
タイトルともなっている「スコットランドの花」とは、スコットランドの国花であるアザミを指している。夜の闇にまぎれてスコットランドを攻撃しようと裸足で身を潜めていたヴァイキングたちが、アザミのとげを踏み、その痛さに思わず声をあげたことによって、スコットランドの人々が侵略の危険を察知した、という言い伝えがある。

## 受容

紋章の意匠としての「スコットランドのアザミの花」

コモンウェルスの連邦歌としては『女王陛下万歳』が定められているが、この曲は同時にイングランドの国歌としても広く認められている。しかし、スコットランド人にとって『女王陛下万歳』をスコットランドの国歌として歌うことは、彼らの民族感情と真っ向から対立する行為であった（『女王陛下万歳』の第6節は、イングランドによるスコットランド侵略（ジャコバイト・カトリック教徒の反乱鎮圧を名目にしたスコットランド侵略）について歌われている）。このような事情から『スコットランドの花』がスコットランドの国歌として受け入れられる素地が十分にあったといえる。
1974年、ザ・コリーズは『スコットランドの花』をシングルカットした。同年、ラグビーの全英合同チームであるライオンズ（Lions）の南アフリカ遠征に参加したあるスコットランド人選手が、チームメイトとこの曲を歌い、その映像がイギリスのテレビで放送された。この南アフリカ遠征でライオンズは圧勝し、その記憶とともにこの『スコットランドの花』もラグビーファンの間に広まった。今日でもスコットランド代表のチーム賛歌として歌われている。サッカーの試合でも1993年より『スコットランドの花』が歌われるようになり、1997年には公式の賛歌と定められた。
『スコットランドの花』の歌詞に含まれる、「エドワード王の軍に抗しこれを本国に追い返す」、というくだりが反イングランド的であるという批判もしばしばなされている。そのような批判も含めて、スコットランドの国歌については政治の場でも議論されているが、いまだ結論は出ていない。もっとも、スコットランドの国歌に準じるものとしてほかにもいくつか楽曲がある中で、2006年にロイヤル・スコティッシュ管弦楽団が行なった最新のインターネット調査によれば、『勇敢なるスコットランド』や 'Highland Cathedral'、'A Man's A Man for A' That'、'Scots Wha Hae'をおさえ、『スコットランドの花』は最も多くの支持（41％）を集めている。
2012年ロンドンオリンピックの開会式でもスコットランドの歌としてエジンバラ城での少年合唱団による歌唱の映像が流された。

## 参考
- Flower Of Scotland Pipe Band The Square Dunkeld Perthshire Scotland
- Scotland rugby belt out national anthem!